# Paralaea
Genre
Synonymes
- Anochthera Goldfinch, 1944[1]
- Paraloea (misspelling)[1]
- Stathmorrhopa Meyrick, 1892[1]

Paralaea est un genre de lépidoptères (papillons) de la famille des Geometridae.

## Liste d'espèces
Selon BioLib (19 avril 2019) :
- Paralaea atralba McQuillan, Young & Richardson, 2001
- Paralaea beggaria (Guenée, 1857)
- Paralaea chionopasta McQuillan, Young & Richardson, 2001
- Paralaea jarrah McQuillan, Young & Richardson, 2001
- Paralaea karri McQuillan, Young & Richardson, 2001
- Paralaea maranoa McQuillan, Young & Richardson, 2001
- Paralaea ochrosoma (R. Felder & Rogenhofer, 1875)
- Paralaea polysticha (Goldfinch, 1944)
- Paralaea porphyrinaria (Guenée, 1857)
- Paralaea sarcodes McQuillan, Young & Richardson, 2001
- Paralaea taggorum McQuillan, Young & Richardson, 2001
- Paralaea tasmanica McQuillan, Young & Richardson, 2001
- Paralaea toowoomba McQuillan, Young & Richardson, 2001

## Publication originale
- (en) Edward Guest, « A classified list of Geometrina found around Balhannah, with notes on species », Transactions of the Royal Society of South Australia, Taylor & Francis, vol. 9,‎ 1887, p. 126-141 (ISSN 0372-1426 et 2204-0293, lire en ligne).